# Gheorghe Pană

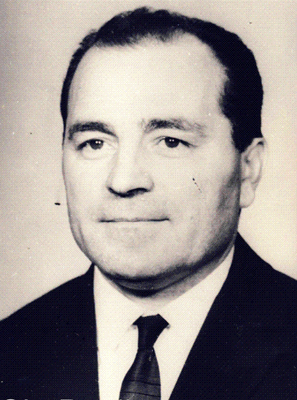
Gheorghe Pană

Gheorghe Pană (* 9. April 1927 in Gherghița, Kreis Prahova) ist ein ehemaliger Politiker der Rumänischen Kommunistischen Partei (PCR).

## Leben
Der aus einfachen bäuerlichen Verhältnissen stammende Pană begann nach dem Schulbesuch 1941 eine Berufsausbildung als Dreher in einer rumänisch-US-amerikanischen Erdölraffinerie in Ploiești. Im Oktober 1947 wurde er Mitglied der Partidul Comunist din România sowie der kommunistischen Jugendorganisation Uniunea Tineretului Comunist (UTM) und kurz darauf Instrukteur in der Abteilung für Agitation und Propaganda des Zentralkomitees (ZK) der UTM.
1951 wurde er Leiter des Sektors für Außenpolitik im ZK der Partidul Muncitoresc Român (PMR), 1958 dann Leiter der Agitprop-Abteilung sowie kooptiertes Mitglied des Büros und des Sekretariats der PMR von Bukarest. 1964 übernahm er die Funktion des stellvertretenden Leiters der Agitprop-Abteilung im ZK der PMR und war danach von 1966 bis 1969 Erster Sekretär der PCR von Brașov.
Auf dem Zehnten Parteitag der PCR vom 6. bis 12. August 1969 in Bukarest wurde er Mitglied des Politbüros des ZK sowie Sekretär des ZK der PCR. Auf dem Elften Parteitag der PCR vom 24. bis 27. November 1974 schied er als Mitglied aus dem Präsidium des ZK aus und verlor im März 1975 auch seine Funktion als Sekretär des ZK. Zugleich war er von April 1970 bis November 1975 Mitglied des Verteidigungsrates der Sozialistischen Republik Rumänien und wurde 1969 Mitglied des Staatsrates.
Nach seinem Ausscheiden aus dem Präsidium des ZK war Pană zeitweise von Januar 1977 bis Februar 1979 Arbeitsminister und Vorsitzender des Gewerkschaftsbundes Uniunea Generală a Sindicatelor din România (UGSR). In dieser Funktion wurde er von Nicolae Ceaușescu im August 1977 zusammen mit Ilie Verdeț zu Verhandlungen beim Bergarbeiterstreik im Schiltal entsandt, scheiterte jedoch.
Danach war er zwischen 1981 und 1985 Bürgermeister von Bukarest, ehe er von 1985 bis 1989 Vizepräsident des Staatsrates sowie von 1986 bis 1989 Präsident des Ausschusses für Angelegenheiten der Volksräte war. Pană war außerdem langjähriger Abgeordneter der Großen Nationalversammlung und vertrat dort zuletzt bis Dezember 1989 den Wahlkreis București-Tudor Vladimirescu.